# إي. إي. كلايف
إي. إي. كلايف (بالإنجليزية: E. E. Clive) هو ممثل بريطاني، ولد في 28 أغسطس 1879 في المملكة المتحدة، وتوفي في 6 يونيو 1940 في الولايات المتحدة بسبب نوبة قلبية.

## أعمال

### أفلام
- (1934) مطلقة غاي
- (1935) القبطان بلود
- (1935) ديفيد كوبرفيلد
- (1935) قصة مدينتين
- (1936) امرأة سيئة السمعة
- (1939) كلب آل باسكرفيل
- (1939) مغامرات شرلوك هولمز
- (1940) المراسل الأجنبي
- (1940) كبرياء وتحامل

## وصلات خارجية
- إي. إي. كلايف على موقع IMDb (الإنجليزية)
- إي. إي. كلايف على موقع أول موفي (الإنجليزية)
- إي. إي. كلايف على موقع قاعدة بيانات برودواي على الإنترنت (الإنجليزية)
- إي. إي. كلايف على موقع قاعدة بيانات برودواي على الإنترنت (الإنجليزية)
- إي. إي. كلايف على موقع قاعدة بيانات الأفلام السويدية (السويدية)
- إي. إي. كلايف على موقع إن إن دي بي (الإنجليزية)
- إي. إي. كلايف على موقع ديسكوغز (الإنجليزية)
- إي. إي. كلايف على موقع قاعدة بيانات الفيلم (الإنجليزية)